# 萨尔塞 (上马恩省)
萨尔塞（法語：Sarcey，法語發音：[saʁsɛ]）是法国上马恩省的一个市镇，属于肖蒙区。

## 地理
萨尔塞（48°3'22"N, 5°18'18"E）面积7.22 平方千米，位于法国大東部大區上马恩省，该省份为法国东北部内陆省份，北起马恩省和默兹省，西接奥布省，西南接科多尔省，东南接上索恩省，东临孚日省。
与萨尔塞接壤的市镇（或旧市镇、城区）包括：比耶勒、卢维耶尔、芒德尔拉科特、诺让、普朗日。

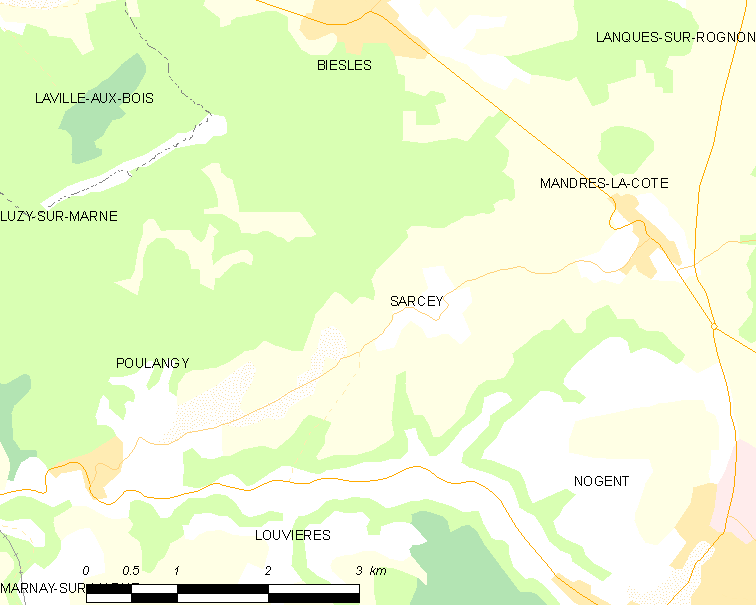
的OSM定位图

萨尔塞的时区为UTC+01:00、UTC+02:00（夏令时）。

## 行政
萨尔塞的邮政编码为52800，INSEE市镇编码为52459。

## 政治
萨尔塞所属的省级选区为诺让县。

## 人口

1962-2008年间人口变化图示

萨尔塞于2022年1月1日时的人口数量为99人。